# Pedro Zaballa
Pedro Zaballa Barquín est un footballeur international espagnol, né le 26 juillet 1938 à Castro Urdiales et mort le 4 juin 1997 à Oviedo.

## Biographie
Il est notamment connu pour avoir marqué le 2000e but du FC Barcelone en Liga le 12 janvier 1964 et le premier du CE Sabadell dans les compétitions européennes.

## Buts internationaux
| # | Date         | Lieu                            | Adversaire           | Résultat | Compétition                                            |
| - | ------------ | ------------------------------- | -------------------- | -------- | ------------------------------------------------------ |
| 1 | 8 avril 1964 | Dalymount Park, Dublin, Irlande | République d'Irlande | 0 - 2    | Éliminatoires du championnat d'Europe de football 1964 |
| 2 | 8 avril 1964 | Dalymount Park, Dublin, Irlande | République d'Irlande | 0 - 2    | Éliminatoires du championnat d'Europe de football 1964 |

## Palmarès
- FC Barcelone
  - Vainqueur de la Coupe du Roi en 1963
  - Vainqueur de la Coupe des villes de foires en 1966